# Anisocentropus flavomarginatus
Anisocentropus flavomarginatus är en nattsländeart som beskrevs av Georg Ulmer 1906. Anisocentropus flavomarginatus ingår i släktet Anisocentropus och familjen Calamoceratidae. Inga underarter finns listade i Catalogue of Life.